# Magdaleno Mercado
Magdaleno Diego Mercado Gutiérrez (* 4. April 1944 in La Experiencia, Jalisco; † 6. März 2020) war ein mexikanischer Fußballspieler, der aus der Nachwuchsabteilung des CD Imperio hervorging und als Fußballprofi bei Atlas Guadalajara unter Vertrag stand. Obwohl Mercado nie für Atlas´ Erzrivalen Deportivo Guadalajara spielte, erhielt er den Spitznamen „Chivo“.
Ab 1991 fungierte er für seinen früheren Verein Atlas über mehr als zehn Jahre als Talentspäher.
Sein Debüt in der mexikanischen Nationalmannschaft hatte Mercado bei einem achtminütigen Einsatz gegen Chile (1:0) am 11. Mai 1966 und sein erstes Länderspiel in voller Länge gegen denselben Gegner (ebenfalls 1:0) am 29. Mai 1966.
Mercado gehörte auch zum mexikanischen WM-Aufgebot bei der WM 1966, wo er die Vorrundenspiele gegen Frankreich (1:1) und Uruguay (0:0) bestritt.